# Октонавты (мультсериал)
«Октонавты»  — анимационный детский телесериал, основанный на детских книгах, написанных Meomi — командой дизайнеров Вики Вонг и Майкла К. Мёрфи. В первом сезоне производством мультсериала занималась студия Chorion, а со второго сезона сериал производится компанией Silvergate Media.
В мультсериале рассказывается о команде исследователей подводного мира, состоящей из стилизованных антропоморфных животных. Это команда из восьми искателей приключений, которые живут на подводной базе «Октопод» (англ. Octopod) и отправляются в подводные приключения с помощью флота водных транспортных средств. Хотя технологии в сериале вымышленные, экзотические существа и локации, с которыми сталкивается команда, основаны на реальных морских животных в их естественной среде обитания. Сюжет «Октонатов» сравнивают с сюжетами фильмов «Звёздный путь» и «Тандербёрды: Международные спасатели» совместно с Жаком-Ивом Кусто.
Первые четыре сезона «Октонавтов» были анимированы в Ирландии компанией Brown Bag Films. В 2018 году мультсериал был продлён на пятый сезон, а канадская студия Mainframe Studios взяла на себя анимационные работы. В сентябре 2021 года на канале Netflix вышел оригинальный спин-офф, получивший название «Выше и запредельнее» (англ. Above & Beyond), в котором октонавты отправляются в более наземные места обитания в мире природы.
В марте 2023 года на канале BBC iPlayer были выпущены пять новых эпизодов под оригинальным брендом «Октонавты» и в оригинальном формате.

## Персонажи

### Главные герои
Октонавты, состоящие из экипажа Октопода и капитана, являются повторяющимися главными героями.
| Имя                                   | Ранг                        | Вид           | Актёры озвучки | Описание |
| ------------------------------------- | --------------------------- | ------------- | --- | --- |
| Барнаклс (Barnacles)                  | Капитан                     | Белый медведь | Саймон Гринолл (Simon Greenall) Росс Брин (Ross Breen) (вокал) | Отважный белый медведь, капитан «Октонавтов». Он умеет управлять любым транспортным средством и достаточно силён, чтобы поднять гигантского моллюска. Однако, несмотря на его храбрость, в эпизоде «Пещеры Сак-Актуна» (англ. The Caves of Sac Actun) выяснилось, что он боится замкнутых пространств. Коронные фразы: «Октонавты, давайте сделаем это!» (англ. Octonauts, let's do this!), «Объявляю окто-тревогу!» (англ. Sound the Octo-Alert!), «Октонавты, по местам!» (англ. Octonauts, to your stations!), «Октонавты, в штаб-квартиру/на стартовую площадку!» (англ. Octonauts, to the HQ/launch bay!) и «Держитесь, может тряхнуть!» (англ. Hold on, this could get bumpy!). |
| Квазии (Kwazii)                       | Лейтенант и криптозоологист | Кот           | Роб Рэкстроу (Rob Rackstraw) | Кот, который говорит с акцентом кокни. Квазии — кот-сорвиголова с таинственным пиратским прошлым. Он верит во многих морских чудовищ, таких как Накервак (Nackerwhack), Трёхзубый Ужас (Tri-Toothed-Terror), Гигантская Креветка (Giant Shrimp Monster) и Монстр из Жуткой Бухты (Monster of Creepy Cove), и любит быстро управлять Гуп-Би (Gup-B). В эпизоде «Октонавты и Гигантский Краб-Паук» (англ. The Octonauts and the Giant Spider Crab), выясняется, что он боится пауков. Коронные фразы: «Дрожи, моя шёрстка» (англ. Shiver me whiskers) и «Мяу!» (англ. Yeow!). |
| Песо (Peso)                           | Медик                       | Пингвин       | Paul Panting (Великобритания) Уэйн Грейсон (Wayne Grayson) (США) | Пингвин с британским акцентом (в американской версии — с испанским акцентом) и медик октонавтов. Он не любит пугающих ситуаций, но если кто-то ранен или попал в беду, он может стать самым храбрым октонавтом из всех. У него есть младший брат по имени Пинто (Pinto). Коронная фраза: «Хлоп-хлоп-хлоп!» (англ. Flappity flippers!). |
| Профессор Инклинг (Professor Inkling) | Океанограф и основатель     | Гримпотевтис  | Кит Уикхэм (Keith Wickham) | Осьминог, говорящий с аристократическим акцентом. Инклинг собрал октонавтов, чтобы изучать океаны и совершать приключения. Коронная фраза: «Потрясающе!» (англ. Fascinating!). |
| Доктор Шеллингтон (Dr Shellington)    | Биолог                      | Калан         | Кит Уикхэм (Keith Wickham) | Калан, говорящий с шотландским акцентом. Доктор Шеллингтон — биолог, который помогает октонавтам в их миссиях. Он не очень хороший водитель и однажды разбил GUP-D. Коронные фразы: «Прыгающая медуза!» (англ. Jumping jellyfish!) и «Потрясающе» (англ. Fascinating). |
| Твик (Tweak)                          | Инженер                     | Кролик        | Джо Уайатт (Jo Wyatt) Джейми Келтон (Jaimie Kelton) (США, 1 сезон) | Кролик (в английской версии — крольчиха), который говорит с южноамериканским акцентом. Он живёт и работает в стартовом отсеке, часто придумывает такие вещи, как несколько ГУПов (GUPS), костюм Окто-Макс (Octo-Max) и «Поиск друзей» (Friend Finder), который был разработан его подругой Сэнди (Sandy) — кожистой черепахой. Он часто называет капитана Барнаклса «Кэп» (англ. Cap). Коронные фразы: «Сейчас же, Кэп!» (англ. Right away, Cap!), «...быстрее, чем ты успеешь сказать „куча хрустящей морковки!“» (англ. ...faster than you can say 'buncha munchy crunchy carrots'!) и «О боже, о боже мой!» (англ. Oh, me, oh, my!). |
| Даши (Dashi) (ранее Сауси (Sauci))    | Программист и фотограф      | Такса         | Тереза Галлахер (Teresa Gallagher) (Великобритания) Мэри Мёрфи (Mary Murphy) (США, сезоны 1—4) Дженни Ёкобори (Jenny Yokobori) (США, с серии «Пещеры Сак-Актуна» (англ. The Caves of Sac Actun)) | Такса, которая говорит с австралийским акцентом (в американской версии — с американским). Даши — фотограф «Октонавтов», отвечает за все компьютеры на борту «Октопода» (англ. Octopod). Также она — профессиональная сёрферша. Коронная фраза: «Уже в пути, капитан!» (англ. Already on it, Captain!). |
| Тунип (Tunip)                         | Шеф-повар и садовод         | Веджимал      | Майкл К. Мёрфи (Michael C. Murphy) | Наполовину тунец, наполовину репа, но внешне похож на морского котика, смешанного с репой. Он любит готовить пирожки с водорослями и работать в оранжерее. Часто падает в обморок от шокирующих новостей. Тунип — главный повар и садовник октонавтов, наполовину животное, наполовину растение. Способен дышать как на суше, так и под водой. Тунип очень ребячлив и невинен, всегда хочет помочь октонавтам, чем может. Он — cамый маленький из главных персонажей в команде октонавтов. Помимо приготовления еды, Тунип работает в саду, выращивая овощи, из которых он готовит еду. Его два любимых блюда — рыбные печенья и пирожки с водорослями. Тунип, как и все Веджималы, говорит на веджимальском языке. Когда он родился, его первыми словами были: «Чипа-чипа!, Чипа-чипа!» (ведж. Cheepa cheepa!, Cheepa cheepa!) и «Зуупа-зуупа!» (ведж. Zuupa zuupa!). |

### Веджималы
Веджималы (англ. Vegimals) — существа, являющиеся наполовину животными, наполовину растениями. Были обнаружены Шеллингтоном в виде яиц, прикреплённых к боку осьминога. Чтобы защитить их, он принёс их в свою лабораторию, где через несколько дней они вылупились. Через несколько недель они стали неотъемлемой частью экипажа. В основном, они говорят на веджимальском, состоящем из щебетания и трелей (сильно акцентированный английский с примесью тарабарщины), хотя они также немного говорят по-английски (с акцентом). Шеллингтон — единственный октонавт, немного говорящий на веджимальском языке.
| Имя                   | Таксономия                                          | Описание                                                                                    |
| --------------------- | --------------------------------------------------- | ------------------------------------------------------------------------------------------- |
| Альбачой (Albachoy)   | наполовину бок-чой, наполовину альбакор             |                                                                                             |
| Баррот (Barrot)       | наполовину окунь, наполовину морковь                | Несмотря на то, что он нервничает, в экстренной ситуации он может действовать очень быстро. |
| Карприка (Carprika)   | наполовину паприка, наполовину карп                 |                                                                                             |
| Шаршар (Charchard)    | наполовину жареный мангольд, наполовину жареный лук |                                                                                             |
| Кодиш (Codish)        | наполовину треска, наполовину редис                 | Очень неуклюж, также становится причиной несчастных случаев.                                |
| Гребец (Grouber)      | наполовину морской окунь, наполовину клубень        | Большой, может съесть почти всё.                                                            |
| Палтус (Halibeet)     | наполовину свекла, наполовину палтус                |                                                                                             |
| Макколи (Maccoli)     | наполовину брокколи, наполовину скумбрия            |                                                                                             |
| Перчкин (Perchkin)    | наполовину тыква, наполовину окунь                  |                                                                                             |
| Пикато (Pikato)       | наполовину помидор, наполовину щука                 |                                                                                             |
| Томинноу (Tominnow)   | наполовину гольян, наполовину помидор               | Самая младшая, но при этом смелая.                                                          |
| Тунип (Tunip)         | наполовину тунец, наполовину репа                   | Повторяющийся главный герой.                                                                |
| Салепеньо (Salepeño)  | наполовину халапеньо, наполовину лосось             |                                                                                             |
| Шарчини (Sharchini)   | наполовину цуккини, наполовину акула                |                                                                                             |
| ВеджиБот (VegiBot)    | робот-веджимал                                      |                                                                                             |
| Валлабага (Wallabaga) | наполовину брюква, наполовину судак                 |                                                                                             |
| Ямчовый (Yamchovy)    | наполовину анчоус, наполовину батат                 |                                                                                             |

### Второстепенные герои
| Имя                                   | Животное         | Отношение к октонавтам                         | Описание | Первое появление                                    |
| ------------------------------------- | ---------------- | ---------------------------------------------- | --- | --------------------------------------------------- |
| Калико Джек (Calico Jack)             | Кот              | Дедушка Квазии                                 | О его пиратских подвигах часто говорят, но считается, что он давно мёртв, пока наконец не появляется в первый раз. В реальной жизни пират Калико Джек был создателем Весёлого Роджера, хотя имя персонажа «Октонавта» также может быть отсылкой к коту Калико. | 3 специальная серия                                 |
| Пинто (Pinto)                         | Пингвин          | Младший брат Песо                              | Молодой пингвин, который появляется в 24 серии 1 сезона, 32 серии того же сезона и 1 специальной серии. Сначала он мечтает стать пиратом, как Квази, но позже решает, что лучше быть врачом, как Песо.                                                         | 1 сезон, 24 серия                                   |
| Сэнди (Sandy)                         | Морская черепаха | Друг                                           | Хорошая подруга Твика. Она проплывает большие расстояния и договаривается о встрече с октонавтами в нескольких эпизодах. |                                                     |
| Борис (Boris)                         | Нарвал           | Друг                                           | Друг капитана Барнаклса с юных лет. Борис остаётся в Арктике, но октонавты встречают его в нескольких эпизодах. |                                                     |
| Перл (Pearl)                          | Калан            | Замужняя сестра Шеллингтона                    | Недавно у неё родился ребёнок по имени Барвинок (Periwinkle). | Вторжение Ежей (англ. The Urchin Invasion)          |
| Бьянка (Bianca)                       | Белый медведь    | Сестра-близнец капитана Барнаклса              | | 7 специальная серия                                 |
| Орсон (Orson) и Урса (Ursa)           | Белый медведь    | Детёныши Бьянки, племянники капитана Барнаклса | | 7 специальная серия и 7 серия (99 в целом) 4 сезона |
| Профессор Натквик (Professor Natquik) | Песец            | Старый друг капитана Барнаклса                 | Полярный исследователь, любящий исследовать реки подо льдом. | 8 специальная серия                                 |
| Трэкер (Tracker)                      | Белый медведь    |                                                | | 8 специальная серия                                 |
| Рейнджер Марш (Ranger Marsh)          | Кролик           | Отец Твика                                     | Смотритель парков, который любит исследовать болота. | 9 серия                                             |
| Коши (Koshi)                          | Такса            | Младшая сестра Даши                            | | 4 сезон, 17 серия (109 в целом)                     |
| Сквирт (Squirt)                       | Гримпотевтис     | Племянник профессора Инклинга                  | Сквирт живёт в «морской горе» (sea mount), которая является подводной горой. | 1 сезон, 52 серия                                   |

## Транспорт
|                                                         | |                                                    | |
| Транспортное средство                                   | Цель | Вид                                                | Первое появление |
| «Октопод» (Octopod)                                     | Передвижная база «Октонавтов» и самый большой транспорт. У него почти неограниченный запас хода. | Гигантский осьминог                                | «Китовая акула» (англ. The Whale Shark) (1 сезон, 1 серия) |
| GUP-A                                                   | Транспортное средство с пропеллером, которое любит капитан Барнаклс. В ходе сериала Твик иногда модифицирует его: 1) турбонаддув для увеличения скорости [«Гигантский водоворот» (англ. Giant Whirlpool) (1-й сезон, 21-я серия)]; 2) дополнительные фары для освещения в полуночной зоне, которые мигают, когда у транспортного средства заканчивается топливо [«Полуночная зона» (англ. Midnight Zone) (1-й сезон, 18-я серия)]. | Удильщик                                           | «Китовая акула» (англ. The Whale Shark) (1 сезон, 1 серия) |
| GUP-B                                                   | Любимое транспортное средство Квазии. Это турбоподводная лодка, поэтому она самая быстрая из всех GUP. Когда Квазии теряет этот GUP, выясняется, что он нарисовал акульи зубы. В некоторых эпизодах Квазии постоянно разбивает GUP-B, что приводит к периодическим модификациям, которые Твик вносит в течение сериала: 1) набор полностью регулируемых грудных плавников и хвостового плавника, чтобы он мог имитировать движения летающей рыбы, когда выпрыгивает из воды; 2) кнопку катапультирования, чтобы в экстренной ситуации покинуть GUP; 3) режим маскировки тигровой акулы,чтобы отпугивать других хищников (поскольку тигровые акулы могут съесть практически всё).                                        | Тигровая акула                                     | Во вступительных титрах, но, по сути, в эпизоде «Подводная буря» (англ. The Undersea Storm) (1 сезон, 2 серия) |
| GUP-C                                                   | У этого мощного транспортного средства есть буксировочный трос, и оно достаточно сильное, чтобы буксировать морского слона или целого нарвала [«Нарвал» (англ. Narwhal) (1-й сезон, 17-я серия)]. Его также можно использовать в качестве ледокола, если установить специальный усиленный нос. | Синий кит                                          | Во вступительных титрах, но, по сути, в эпизоде «Подводная буря» (англ. The Undersea Storm) (1 сезон, 2 серия) |
| GUP-D                                                   | Любимое транспортное средство Твика. У этого многоцелевого транспортного средства есть два когтя, две буровые установки и шесть ног. | Манта                                              | Во вступительных титрах, но, по сути, в эпизоде «Краб и морской ёжик» (англ. The Crab and Urchin) (1 сезон, 3 серия) |
| GUP-E                                                   | Это машина скорой помощи GUP зелёного цвета. Резервуар в задней части машины можно наполнить водой для существ с жабрами. | Гуппи                                              | Во вступительных титрах, но, по сути, в эпизоде «Косатки» (англ. The Orcas) (1 сезон, 7 серия) |
| GUP-F                                                   | Это автомобиль с металлическим каркасом и педальным приводом, самый первый из построенных GUP. В своём единственном появлении в эпизоде «Скоростной парусник» (англ. The Speedy Sailfish) (1 сезон, 10 серия) он использовался для поимки сбежавших GUP A—E. Он был разрушен ураганом и превращён в искусственный риф [«Искусственный риф» (англ. The Artificial Reef) (3-й сезон, 4-я серия)] | Рыба-клоун                                         | «Скоростной парусник» (англ. The Speedy Sailfish) (1 сезон, 10 серия) |
| GUP-G                                                   | Это корабль с «прочными опорами для хождения по земле и специальным резервуаром для перевозки крупных морских обитателей» (англ. sturdy legs for walking on ground and a special tank for carrying large sea creatures). Он был построен «для передвижения по воде и суше, точно так же, как саламандра» (англ. to travel in water and on land, just like a salamander). | Саламандра                                         | Появляется в книге «Октонавты и растущая золотая рыбка» (англ. The Octonauts & the Growing Goldfish) (3 июля 2014 года, 25 августа 2014 года и 5 июня 2018 года) и в эпизоде «Пещеры Сак-Атуна» (англ. The Caves of Sac Actun) (10-я специальная серия) |
| GUP-H                                                   | Это вертолёт. Он используется для того, чтобы парить над морем и наблюдать, как животные прыгают в воду и выпрыгивают из неё. | Стрекоза                                           | Лягушки-древолазы ядовитые (англ. The Poison Dart Frogs) (4 сезон, 1 серия) и «Пещеры Сак-Атуна» (англ. The Caves of Sac Actun) (10-я специальная серия)                                                                                                |
| GUP-I                                                   | Это полярная исследовательская станция и прочное транспортное средство. | Тихоходка                                          | «Операция глубокой заморозки» (англ. Operation Deep Freeze) (8-я специальная серия) |
| GUP-J                                                   | Это небольшое, но очень быстрое судно на воздушной подушке. | Древесная лягушка                                  | Только в игрушках, созданных для сериала |
| GUP-K                                                   | Это наполовину летательный аппарат, наполовину танк, который может плавать по поверхности. Он был использован для спасения родного города Твика Эверглейдс от пожара в эпизоде «Поиск на Великом болоте» (англ. The Great Swamp Search) (9-я специальная серия). | Крокодил или аллигатор                             | «Поиск на Великом болоте» (англ. The Great Swamp Search) (9-я специальная серия) |
| GUP-L                                                   | Это гидросамолёт. | Летучая рыба                                       | Только в игрушках, созданных для сериала |
| GUP-M                                                   | Это прочный трёхколёсный багги с прицепом для перевозки животных, предназначенный для разведки и поиска на болотах или для передвижения по илистому болоту. | Илистый прыгун                                     | «Пещеры Сак-Атуна» (англ. The Caves of Sac Actun) (10-я специальная серия) |
| GUP-O                                                   | Это гидроцикл, способный имитировать движения косатки, в том числе движения хвоста вверх и вниз во время движения. | Косатка                                            | Только в заключительных титрах 4 сезона и в игрушках, созданных для сериала |
| GUP-P                                                   | Это машина скорой помощи и медицинский пункт (в комплекте с рентгеновским аппаратом), позволяющий Квазии лечить морских обитателей и транспортировать их в безопасное место. В носовой части транспортного средства имеется люк, похожий на клюв, для захвата морских обитателей, спасаемых транспортным средством. | Рыба-попугай                                       | «Октонавты и Большой Барьерный риф» (англ. Octonauts and the Great Barrier Reef) (11-я специальная серия) |
| GUP-Q                                                   | Это подводный исследовательский аппарат для поиска и спасания, особенно в тёмных пещерах. Он устроен как акула-молот, с плоской головой и прожекторами вместо глаз. | Акула-молот                                        | «Пещеры Сак-Атуна» (англ. The Caves of Sac Actun) (10-я специальная серия) |
| GUP-R                                                   | Это транспортное средство (Квазии называет его GUP-ARRRR) предназначено для спасательных операций на воде и суше. Оно обладает спинным плавником и крыльями, которые расположены ниже для режима гидроплана. На него можно устанавливать спасательные буи. | Парусник                                           | Только в игрушках, созданных для сериала |
| GUP-S                                                   | Это амфибия для исследования Антарктики с гребным винтом, которая может разделяться на 2 секции, равно как и GUP-X. Основная часть транспортного средства — подводный Окто-шаттл (англ. Octo-Shuttle), у которого есть 2 пары гусеничных движителей для передвижения по дну океана, система антифриза для предотвращения замерзания корабля (по образцу арктических рыб, у которых в крови есть антифриз), исследовательская лаборатория, спальные помещения и даже автомат с горячим какао. Отсоединяемая кабина образует надводный снегоход под названием Octo-Sled с похожим на бивень ледоколом с подогревом на носу и выдвижной спасательной лебёдкой. Аксессуары для этого GUP включают водонепроницаемую камеру. | Меч-рыба или нарвал                                | «Приключение „Над и под“» (англ. The Over Under Adventure) (6-я специальная серия) |
| GUP-T                                                   | Это спасательный марсоход, который передвигается по морскому дну на вращающихся гусеничных движителях, прочёсывая дно океана в поисках вторичной переработки отходов. Спасательный марсоход Gup-T оснащён двумя пушками с морской слизью, содержащими специальную дезинфицирующую слизь, которую октонавты используют для расщепления вредных загрязняющих веществ в океане и спасения заражённых существ. У него есть средняя и задняя двери, которые открываются для безопасной транспортировки раненых существ. | Скотопланес                                        | Только в игрушках, созданных для сериала |
| GUP-U                                                   | Это манёвренное транспортное средство, которое может быстро передвигаться, а также занимать патрульную позицию, предоставляя экипажу лучший обзор для поиска и обнаружения опасных существ. | Рыба-лягушка                                       | Только в игрушках, созданных для сериала |
| GUP-V                                                   | Это транспортное средство, разработанное Веджималами и изготовленное из подручных материалов. | Поезд                                              | «Очень вегетарианское Рождество» (англ. A Very Vegimal Christmas) (5-я специальная серия) |
| GUP-W                                                   | Это мобильный центр неотложной медицинской помощи, специально разработанный для оказания помощи находящимся под угрозой исчезновения коралловым рифам в мире и их обитателям. Передняя часть может открываться, образуя пандус, который также может служить стартовым отсеком для других транспортных средств GUP. Он используется Песо для спасения раненых существ, которые хранятся в спасательном резервуаре. | Китовая акула                                      | «Октонавты и Большой Барьерный риф» (англ. Octonauts and the Great Barrier Reef) (11-я специальная серия) |
| GUP-X                                                   | Это бронированный, мощный и прочный гусеничный транспорт, подаренный капитану Барнаклсу на Рождество Твиком. Он может разделяться на три части: например, планер, «Окто-ски» (англ. Octo-Ski) и центральную основную часть с гусеницами. | Мечехвост                                          | «Великое рождественское спасение» (англ. The Great Christmas Rescue) (1 сезон, 52 серия) |
| GUP-Y                                                   | Это глубоководное транспортное средство для работы вокруг глубоководного аппарата «Октолаб» в Марианской впадине. У него длинные манипуляторы, которые идеально подходят для транспортировки, подъёма и даже зачерпывания морских материалов, в том числе скользких камней. | Краб Йети                                          | Только в игрушках, созданных для сериала |
| Mega GUP-Z                                              | Специализированное транспортное средство, предназначенное для работы в условиях вулканической среды и состоящее из 5 более мелких GUP-Z. Оно также способно принимать форму человекоподобного робота на ограниченное время. | Вентные креветки Креветка-богомол (в форме робота) | «Октонавты: Огненное кольцо» (англ. The Octonauts Movie: The Ring of Fire) |
| «Глубоководная Октолаборатория» (Deep Sea Octolab)      | Это передвижное основание, с помощью которого можно изучать самые глубокие части океана. Оно имеет куполообразную форму и стоит на пружинящих ножках, чтобы выдерживать подземные толчки. | Н/Д                                                | «Приключение в Марианской впадине» (англ. The Mariana Trench Adventure) (4-я специальная серия) |
| Станция техобслуживания «Окто» (Octo Servicing Station) | Это ремонтная платформа, построенная на морском дне. Она используется для ремонта «Октопода» и производства GUP-K и GUP-H. | Н/Д                                                | 4 сезон и серия «Великое арктическое приключение» (англ. The Great Arctic Adventure) (7-я специальная серия) |

## Книги
Оригинальные книги были впервые опубликованы в 2006 году в США издательством Immedium, а через три года (в 2009 году) они были переизданы в Великобритании издательством HarperCollins. Всего было опубликовано 6 книг Meomi:
- Октонавты и единственный одинокий монстр (англ. The Octonauts & the Only Lonely Monster), про Архитевтиса (Гигантского кальмара).
- «Октонавты и Море Теней» (англ. The Octonauts & the Sea of Shade) — о мире, в котором пропали тени всех людей.
- «Октонавты и хмурая рыба» (англ. The Octonauts & the Frown Fish) о мрачном соме.
- «Октонавты» и Большой риф-призрак (англ. The Octonauts & the Great Ghost Reef), о выцветании кораллов.
- «Октонавты исследуют Великий Большой Океан» (англ. The Octonauts Explore the Great Big Ocean) — о поисках дома Тунипа Веджимала.
- «Октонавты и растущая золотая рыбка» (англ. The Octonauts & the Growing Goldfish) о Данки, гигантской золотой рыбке, которая не перестаёт расти.

Издательство Simon & Schuster публикует серию коротких книг, основанных на отдельных эпизодах телесериала. Эти названия можно отличить по надписи «Как видно по телевизору» (англ. As seen on TV) на обложках, и они не написаны и не проиллюстрированы издательством Meomi. Книги имеют те же названия, что и эпизоды, на которых они основаны.

## История
В 2010 году по мотивам «Октонавтов» был снят 52-серийный анимационный телесериал, спродюсированный студиями Chorion и Brown Bag Films. Впервые мультсериал вышел в эфир 4 октября 2010 года в Великобритании на телеканале BBC для детей младше 7 лет — CBeebies. Первый сезон завершился в феврале 2011 года, но его продолжали показывать в повторах. Второй сезон из 22 серий стартовал в ноябре 2012 года.
9 января 2012 года мультсериал «Октонавты» вышел в эфир в США на канале Disney Channel. В сентябре 2014 года студия Silvergate Media объявила о продаже четвёртого сезона каналу Disney Channel, который вышел в 2015 году.
В 2014 году мультсериал «Октонавты» стал вторым по популярности детским телесериалом в Австралии. Ежедневно его смотрели 257000 зрителей по всей стране на канале ABC2. К четвёртому сезону мультсериал транслировался в более чем 100 странах и каналах, включая RTÉ Two (Ирландия), Treehouse TV (Канада), ABC Television (Австралия), TF1 (Франция), SuperRTL (Германия), CCTV (Китай), «Карусель» (Россия), Disney Junior (Испания, Португалия) и SVT (Швеция).
Сериал был переведён и показан на французском (TF1), испанском и португальском (Discovery Kids Latin America), финском (YLE TV2), валлийском (S4C) и словацком (STV 2) языках.
Сериал был снят с помощью морских биологов: доктора Лары А. Ферри-Грэм (Dr. Lara A. Ferry-Graham) и доктора Майкла Х. Грэма (Dr. Michael H. Graham), которые ранее работали над фильмом «В поисках Немо».

### Эпизоды
В каждом 11-минутном эпизоде октонавты сталкиваются с необычным, но реальным морским существом, исследуя странные подводные миры. Часто они должны обнаружить жизненно важный биологический или поведенческий факт об этом существе, чтобы спасти его или себя от опасности. В историях обычно фигурируют три главных героя: капитан Барнаклс, Квазии и Песо, а остальные пять октонавтов выступают во второстепенных ролях.
Заставка увенчивается девизом октонавтов: «Исследуй! — Спасай! — Защищай!» (англ. Explore! — Rescue! — Protect!).

### Отчёты о существах
«Отчёты о существах» (англ. Creature Reports) — одноминутные музыкальные, похожие на поэзию эпизоды, в которых кратко излагаются факты о морских существах, с которыми октонавты столкнулись в соответствующем эпизоде. В Великобритании они показывались как отдельные эпизоды, но в американской версии их использовали после каждого обычного эпизода. Исключение составляет эпизод «Сёрфинг-улитки» (англ. The Surfing Snails), где он был заменён песней в стиле сёрф-рок под названием «Surf’s Up, Bubbles Up (Ready to Ride)».
Считается, что вызывающая привыкание и повторяющаяся природа «Отчёта о существах» имеет психологическую пользу. Для детей она обеспечивает чувство предсказуемости, которое способствует хорошим чувствам и психическому равновесию. Для взрослых она обеспечивает чувство виртуального участия благодаря принципу непроизвольных музыкальных образов.
Первоначальное рабочее название американского супергеройского фильма 2017 года «Тор: Рагнарёк» — «Отчёт о существах». Это является отсылкой к «Октонавтам», которые послужили кодовым словом для съёмок фильма.

## Фильмы
В 2020 году на канале Netflix вышли два новых фильма: 14 августа — «Октонавты: Пещеры Сак-Актуна» (англ. The Octonauts Movie: The Caves of Sac Actun), действие которого происходит в сеноте в Мексике, а 13 октября — мюзикл «Октонавты и Большой Барьерный риф» (англ. The Octonauts & the Great Barrier Reef). 30 марта 2021 года на канале Netflix в США вышел фильм «Октонавты: Огненное кольцо» (англ. Octonauts: The Ring of Fire).

## Спин-оффы
Бренд «Октонавты» был лицензирован производственной компанией для многочисленных побочных видов деятельности. К ним относятся Octonauts Rollercoaster Adventure (тематические американские горки в парке развлечений CBeebies Land в Alton Towers), а также тематические номера в отеле CBeebies Land Hotel. Существует также передвижное лайф-шоу под названием Octonauts Live, которое гастролировало в США и других странах.
17 ноября 2016 года для iOS было выпущено приложение Octonauts, созданное в сотрудничестве с Night and Day Studios.
7 сентября 2021 года состоялась премьера спин-оффа под названием «Октонавты: выше и запредельнее» (англ. Octonauts: Above & Beyond), а 25 августа того же года на YouTube был опубликован первый эпизод в полном объёме. В отличие от оригинального мультсериала, действие спин-оффа «Выше и запредельнее» происходит не в водной среде, а в таких природных местах, как леса и пустыни, то есть в наземных средах.
В 2024 году в Китае вышел новый спин-офф, транслировавшийся исключительно на китайских телеканалах, без анонса даты международного релиза.

### Каналы
- Октонавты на сайте Disney Junior
- Октонавты на сайте ABC 4 Kids
- Октонавты на сайте Discovery Kids
- Октонавты на сайте Discovery Kids Brazil
- Октонавты на сайте TF1
- Октонавты на сайте TFOU Архивировано 20 января 2017 года.
- Октонавты на сайте Treehouse Архивировано 29 мая 2018 года.

### Другие ссылки
- Официальный сайт
- Интернет-магазин Октонавтов в Великобритании
- Октонавты на сайте Sony Pictures Television
- Октонавты на сайте Disney Junior